# Raalte vasútállomás
Raalte vasútállomás vasútállomás Hollandiában, Raalte községben, Raalte településen.

## Vasútvonalak
Az állomást az alábbi vasútvonalak érintik:
- Zwolle–Almelo-vasútvonal

## Kapcsolódó állomások
A vasútállomáshoz az alábbi állomások vannak a legközelebb:
- Heino vasútállomás
- Nijverdal vasútállomás